# 小杉礼子
小杉 礼子（こすぎ れいこ、1952年(昭和27年) - ）は、日本の教育学者・労働社会学者。神奈川県生まれ。独立行政法人労働政策研究・研修機構統括研究員。
1975年東京大学文学部社会学科卒業。2009年、『初期キャリアの変動に関する実証的研究』で名古屋大学博士（教育学）（乙種）。労働政策審議会委員、大学設置・学校法人審議会委員、社会保障国民会議委員、経済危機克服のための「有識者会合」委員。

## 著書
- 『フリーターという生き方』勁草書房、2003
- 『若者と初期キャリア 「非典型」からの出発のために』勁草書房、2010

### 共著・編著・監修
- 『自由の代償/フリーター 現代若者の就業意識と行動』編著 日本労働研究機構、2002
- 『子どもがニートになったなら』玄田有史,労働政策研究研修機構共著 日本放送出版協会 生活人新書、2005
- 『フリーターとニート』編 勁草書房、2005
- 『キャリア教育と就業支援 フリーター・ニート対策の国際比較』堀有喜衣共編 勁草書房、2006
- 『大学生の就職とキャリア 「普通」の就活・個別の支援』編 勁草書房、2007
- 『キャリア教育文献資料集 学校から職業への移行』全20巻 藤田晃之共監修 日本図書センター、2009 - 2010
- 『叢書・働くということ 第6巻　若者の働きかた』編著 ミネルヴァ書房、2009
- 『二極化する若者と自立支援 「若者問題」への接近』宮本みち子共編著 明石書店、2011
- 『非正規雇用のキャリア形成 職業能力評価社会をめざして』原ひろみ共編著 勁草書房、2011
- 『高校・大学の未就職者への支援』堀有喜衣共編著 勁草書房、2013

### 論文
- CiNii>小杉礼子

## インタビュー
- 【政府公報オンライン】2011年12月6日付雇用対策>「若者の雇用対策～職業経験や職業訓練を評価する仕組みと考え方が必要」

## 参考
- [ISBN　978-4-326-60227-8]